# Brutus Beefcake
Edward Harrison Leslie, noto con lo pseudonimo Brutus "The Barber" Beefcake (Tampa, 21 aprile 1957), è un ex wrestler statunitense.
Nella sua carriera ha lottato sotto molteplici gimmick, anche se il periodo di maggior fama rimane quello passato nella World Wrestling Federation con l'identità del barbiere pazzo Brutus Beefcake. Grande amico di Hulk Hogan anche nella vita reale, durante la sua carriera ha conquistato il WWF Tag Team Championship (insieme a Greg Valentine) e l'NWA Southeastern Tag Team Championship in tre diverse occasioni. Nel 2019 è stato inserito nella WWE Hall of Fame.

## Carriera

### Inizi (1977–1984)
Edward Leslie iniziò la sua carriera di wrestler insieme a Hulk Hogan nel periodo 1976-1977 All'epoca, i due venivano presentati come fratelli; Ed si faceva chiamare con i nomi Ed Boulder o Dizzy Hogan, a seconda dei casi se Hogan combatteva come Terry Boulder o come Hulk Hogan.
Leslie lottò brevemente nella Mid-South di Bill Watts e molto sporadicamente tra il 1980 e il 1982 nella World Wrestling Federation prima di assumere l'identità di Brutus Beefcake. Secondo quanto affermato da Leslie durante un'intervista nel 2000, il suo primo match ufficiale a cui partecipò fu quello in coppia con Ron Slinker contro Ox Baker e Eric the Red.

### World Wrestling Federation (1984–1993)
Leslie entrò nella WWF come personaggio heel con il ring name "Brutus Beefcake" alla fine del 1984, e aveva come manager "Luscious" Johnny Valiant. Beefcake debuttò come individuo vanitoso che sfoggiava abiti sfarzosi. Ebbe dei feud con David Sammartino e Hulk Hogan, con quest'ultimo la rivalità iniziò perché nella storyline Beefcake e Valiant avevano infortunato Hillbilly Jim, amico di Hogan.

#### Dream Team
Durante l'estate del 1985, Beefcake iniziò a combattere in coppia con Greg "The Hammer" Valentine, e presto il duo si fece conoscere come "Dream Team". Il Dream Team si scontrò con gli US Express (Mike Rotundo e Barry Windham) per i titoli di campioni di coppia WWF. Inizialmente, gli US Express respinsero i loro avversari, ma il Dream Team riuscì a prevalere alla fine, e il 24 agosto 1985, al Philadelphia Spectrum, Beefcake & Valentine riuscirono a vincere le cinture. Il Dream Team detenne i titoli di coppia per circa otto mesi. A WrestleMania 2, i British Bulldogs sconfissero il Dream Team strappando loro i titoli tag team. Beefcake & Valentine non riuscirono più a riconquistare le cinture, e la loro popolarità come coppia heel andò calando.

#### Il barbiere pazzo

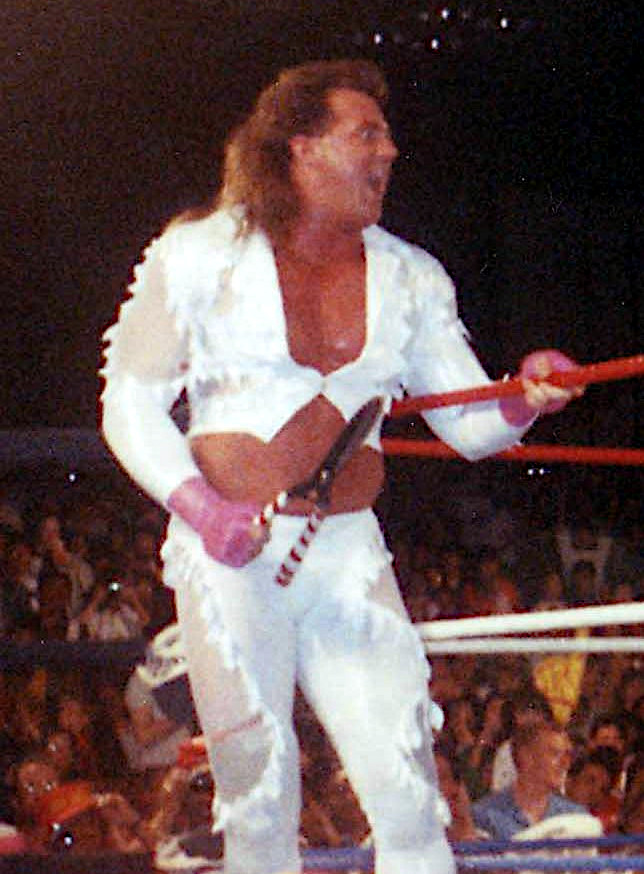
Brutus nella gimmick del barbiere pazzo

Il Dream Team si sciolse definitivamente dopo WrestleMania III. Nonostante una vittoria ottenuta contro i Rougeau Brothers, il team si spaccò in due quando Beefcake fu lasciato da solo nel ring mentre Valentine e Valiant se ne andarono via con Dino Bravo. L'episodio servì per far diventare immediatamente Beefcake un "face". Più tardi la sera stessa, Beefcake acquisì il suo celebre soprannome "The Barber" ("il barbiere") quando, dopo il match vinto da Rowdy Roddy Piper su Adrian Adonis, Beefcake salì sul ring con un paio di forbici e iniziò a tagliare i boccoli biondi di Adonis.
Fu in questo periodo che Brutus iniziò ad utilizzare come sua mossa finale una sleeper hold, con la quale faceva "addormentare" gli avversari per poi poterli rapare a zero. Dopo ogni match vinto, Beefcake mimava con le dita il gesto delle forbici, per poi procedere a tagliare i capelli degli sconfitti utilizzando a volte le forbici, altre volte un rasoio elettrico e gettando i ciuffi di capelli tagliati in aria tra le ovazioni del pubblico. Normalmente, i destinatari di questo "trattamento", erano solo dei jobber.
Dopo essersi imbarcato in un feud con l'ex partner Valentine e con l'ex-manager Johnny Valiant (che alla fine della faida diventerà completamente calvo, grazie a Beefcake), Brutus si scontrò con il campione Intercontinentale The Honky Tonk Man. Il feud iniziò a WrestleMania IV e proseguì per tutta l'estate del 1988; Beefcake dichiarò non solo di voler strappare la cintura di campione ad Honky, ma di volergli anche tagliare i suoi capelli "alla Elvis". Beefcake non riuscì mai in nessuno dei due propositi, poiché venne successivamente coinvolto in un feud minore con "Outlaw" Ron Bass, iniziato quando Bass lo aveva assalito infortunandolo durante un match andato in onda a Superstars of Wrestling; l'infortunio costò a Beefcake il match per il titolo Intercontinentale contro Honky Tonk Man previsto per SummerSlam. Beefcake non poté partecipare, e il suo posto venne preso da Ultimate Warrior che vinse il titolo battendo Honky.
Il prossimo avversario di prestigio per Beefcake fu Randy "Macho Man" Savage nel 1989, che Beefcake aveva provocato insultando la nuova manager-valletta di Savage, Sensational Sherri. A SummerSlam '89, Hulk Hogan e Beefcake lottarono in coppia contro Savage e Zeus. Hogan & Beefcake riuscirono a prevalere contro i due "cattivi" in uno steel cage match.
A WrestleMania VI, Beefcake fu la prima persona a schienare Mr. Perfect in WWF, ponendo fine alla lunga striscia di imbattibilità che Perfect aveva mantenuto fin dal debutto nella federazione.

#### Incidente di sci nautico e ritorno (1990–1993)
Nel 1990, Leslie rimase coinvolto in un grave incidente mentre faceva sci nautico, che quasi gli costò la vita e che lo mise fuori combattimento per molti mesi. Il viso di Leslie dovette essere rimesso in sesto chirurgicamente con più di 100 punti di sutura e diverse placche d'acciaio, ponendo fine alla sua carriera in WWF per circa due anni. L'incidente di Beefcake fu uno dei rari casi nei quali la WWF ruppe la kayfabe durante l'era pre-Attitude, dando notizia dell'evento accaduto nella vita reale di Leslie.
Leslie ritornò al wrestling nell'estate del 1991, come conduttore del talk show "The Barber Shop". Anche se lo spazio interviste di Brutus ebbe vita breve, al suo interno si svolsero fatti importanti delle storyline, come la rottura del tag team dei Rockers, quando Shawn Michaels gettò Marty Jannetty attraverso una vetrata (kayfabe). L'ultima puntata del "Barber Shop" si tenne nel febbraio 1992, quando Sid Justice, da poco diventato un heel, attaccò Beefcake e distrusse il set, durante lo svilupparsi del suo feud con Hulk Hogan.

#### Mega-Maniacs (1993)
A inizio 1993, l'infortunio di Beefcake venne usato per una storyline nella quale Ted DiBiase e Irwin R. Schyster, i Money Inc., attaccarono Brutus colpendolo in faccia con la valigetta d'acciaio di Schyster durante il suo match ufficiale di ritorno sul ring. Il "vile" attacco causò addirittura il turn face del loro manager Jimmy Hart. Hart, manager dei Money Inc., dopo aver cercato senza successo di fermare i suoi clienti, rimase sul ring, disperato, cercando di aiutare l'esanime Beefcake. Hogan e Beefcake, unirono ancora una volta le loro forze, e formarono il tag team denominato The Mega-Maniacs, scegliendo proprio Hart come loro manager. I Mega-Maniacs lottarono contro i Money Inc. a WrestleMania IX, in un match nel quale Beefcake indossava una speciale maschera protettiva. Hogan e Beefcake ebbero la loro vendetta ma persero l'incontro per squalifica.
Poco tempo dopo WrestleMania IX, Leslie lasciò la WWF.

### World Championship Wrestling (1994–1999)

#### The Butcher
Dopo un anno di pausa, Leslie riemerse, insieme all'amico Hogan, nella World Championship Wrestling. Dato che il nome Brutus Beefcake era di proprietà della WWF, la WCW fu costretta a trovare un altro ring name per Leslie. Inizialmente, fece solo qualche apparizione sporadica al fianco di Hulk Hogan, che si riferiva a lui chiamandolo "Brother Bruti" (nome che Hogan aveva già utilizzato in precedenza in WWF quando lui e Beefcake erano stati compagni di tag team nel 1989 e nel 1993). A Halloween Havoc del 1994, a seguito della vittoria di Hogan in un cage match con Ric Flair, Bruti fu rivelato essere il misterioso attentatore che aveva assalito Hulk poco prima della sua difesa del titolo contro Flair a Clash of the Champions XXVIII (in realtà, era stato Arn Anderson). Leslie venne quindi accreditato con la nuova identità heel di "The Butcher" (il macellaio) e posizionato nella stable "3 Faces of Fear" insieme a Kevin Sullivan e Avalanche. Il feud tra Hogan e The Butcher culminò in un match per il titolo WCW a Starrcade, che Leslie perse.

#### The Zodiac
Leslie continuò a combattere con il nome The Butcher ancora per qualche tempo dopo lo scioglimento dei 3 Faces of Fear avvenuto nel gennaio 1995, poi iniziò a lottare sotto diverse gimmick per tutto il resto dell'anno. La prima di queste fu "The Man with No Name", personaggio che aveva presumibilmente perso la memoria in seguito ad una amnesia. Successivamente si riunì con Kevin Sullivan come membro della stable "The Dungeon of Doom" con il nome "The Zodiac", personaggio con un face paint bianco e nero che diceva soltanto le parole: "Yes, no, yes, no!". Lui e il resto della stable si scontrarono con Hogan per il resto del 1995, ma Hogan fece ribellare Zodiac al Dungeon of Doom rivelando che egli era un suo alleato infiltratosi nella stable per suo conto.

#### The Booty Man
Dopo aver lasciato il Dungeon of Doom, Leslie divenne "The Booty Man", e la sua improbabile gimmick era quella dell'uomo letteralmente "innamorato" del proprio sedere. Veniva accompagnato sul ring dalla valletta Kimberly Page, la "Booty Babe", ed iniziò un feud con Diamond Dallas Page (che era, all'epoca, il vero marito della Page).
Questa ridicola gimmick, come molte di quelle utilizzate da Leslie in WCW, non durò a lungo. Quando l'nWo ebbe inizio, Booty Man cercò di aggregarsi al gruppo ma fu brutalmente respinto da Scott Hall, Kevin Nash, e Hollywood Hogan che lo assalirono. In seguito Leslie lasciò la WCW e sparì dalla circolazione per circa due anni.

#### The Disciple
L'ultima gimmick di Leslie in WCW fu quella della guardia del corpo di Hollywood Hogan, il bodyguard chiamato "The Disciple", che aiutò illegalmente Hogan in molti dei suoi match del 1998. Sotto questa nuova identità, Leslie era praticamente irriconoscibile portando una lunga barba, occhiali neri, e un abbigliamento in stile biker con i colori dell'nWo. Fu durante questo periodo che iniziò ad usare come sua mossa distintiva l'"Apocalypse". The Disciple venne in seguito rapito da The Warrior durante il feud tra Warrior e Hogan. Dopo aver ricevuto un lavaggio del cervello da parte di Warrior, The Disciple attaccò l'ex padrone Hogan e fu l'unico altro membro (insieme al suo rapitore) della stable di breve durata "One Warrior Nation", nata per contrastare il predominio dell'nWo. Quando Warrior lasciò la WCW, il ruolo di Leslie nelle storyline venne alquanto ridimensionato; e nel giugno 1999 se ne andò dalla WCW.

### Circuito indipendente (2000–presente)

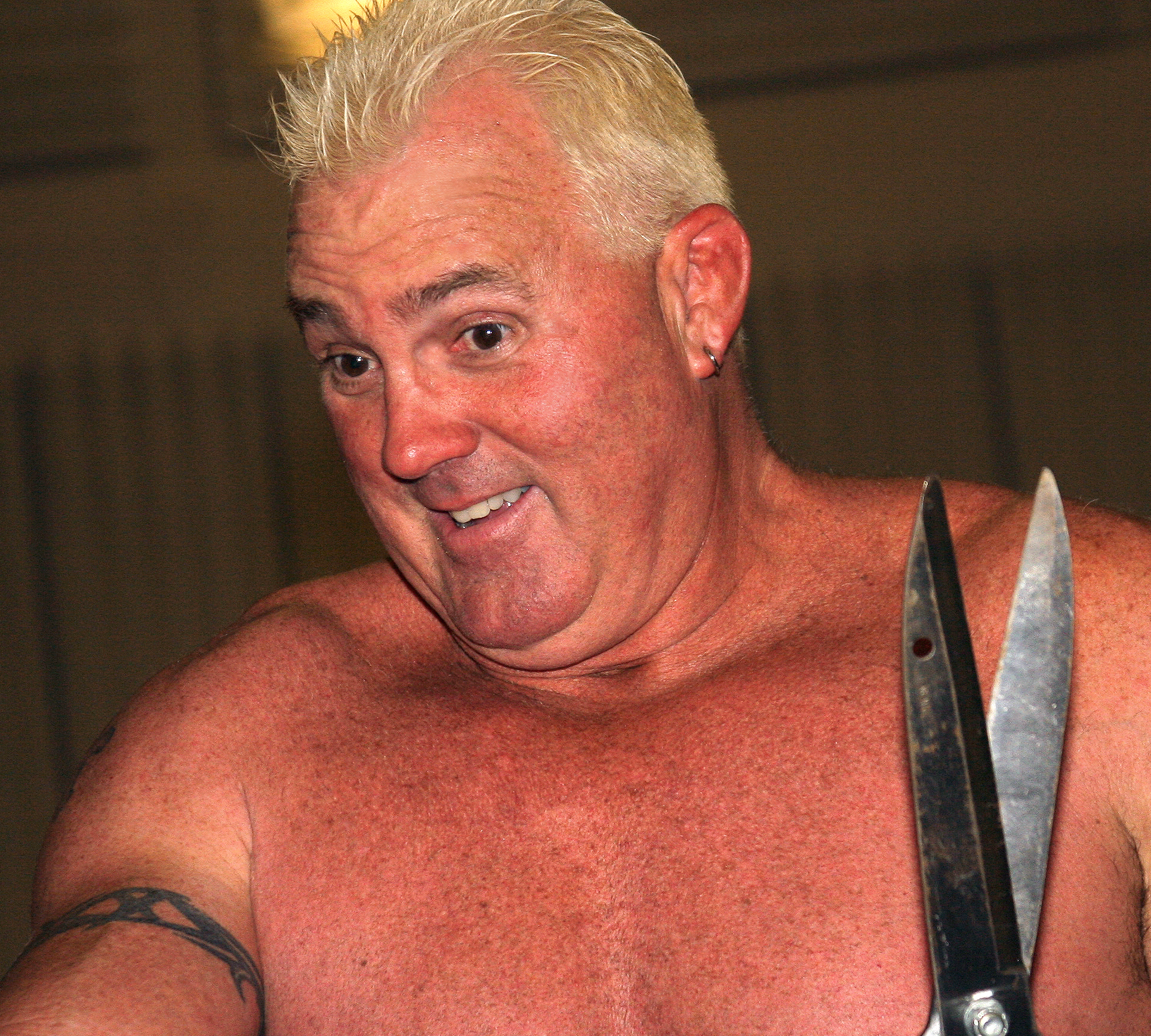
Brutus "The Barber" Beefcake

Nel maggio 2000 Leslie riapparve brevemente nella Extreme Wrestling Federation disputando un match con Rex Diamond. Nell'estate del 2001, insieme a John Quinlan, Leslie lottò in diverse federazioni minori facenti parte del circuito indipendente nel nord degli Stati Uniti.

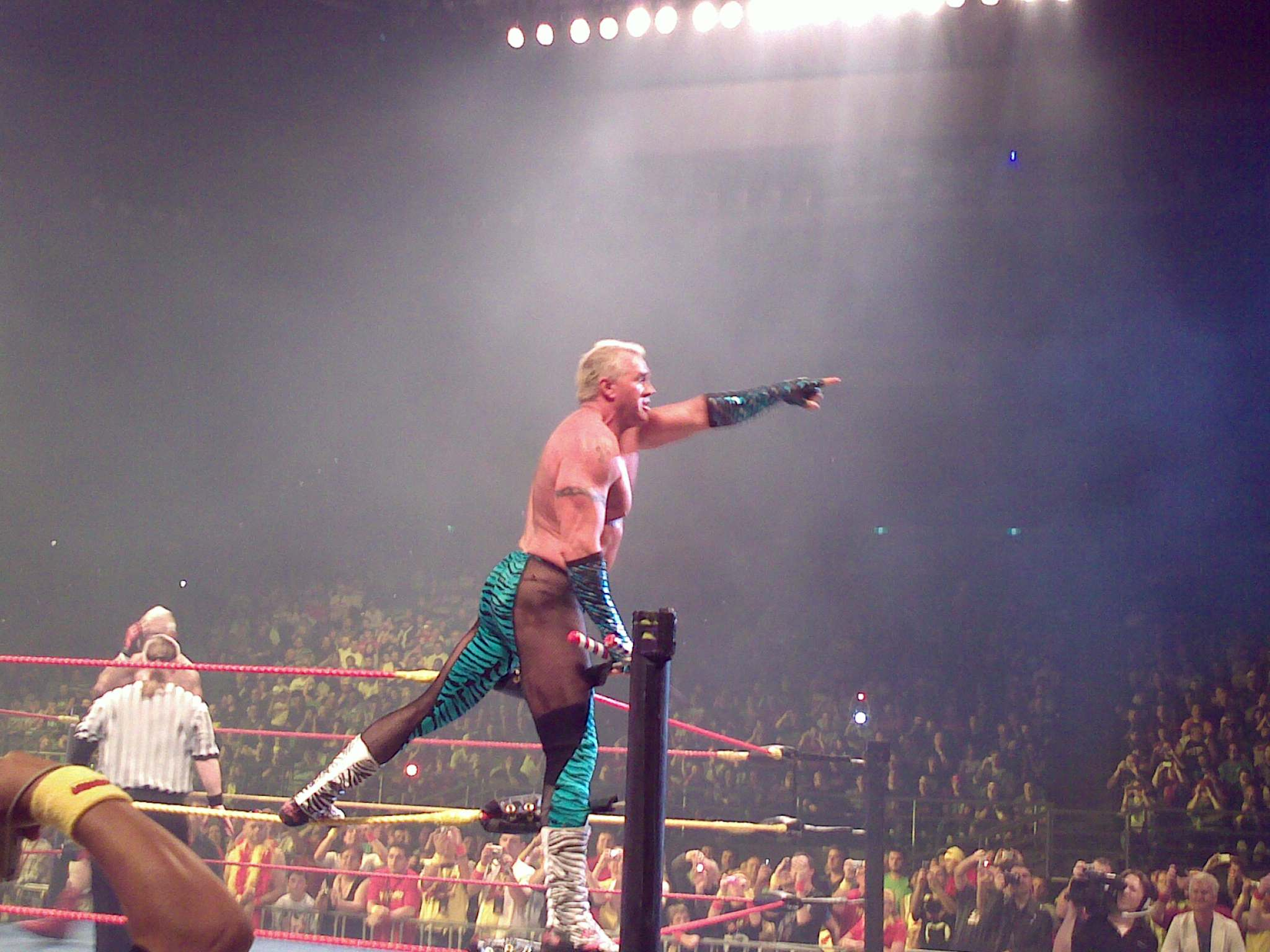
Leslie durante l'Hulkamania Tour.

Dopo essersi ritirato, Leslie è divenuto membro del "Christian Wrestling Group", della World Impact Wrestling. Ha inoltre fondato una propria scuola di wrestling. Il 28 luglio 2007, Beefcake ha combattuto in un match valevole per l'IAW World Heavyweight Championship all'evento Clash at the Cove 9 scontrandosi con Greg "The Hammer" Valentine e Brian Costello. Beefcake e Valentine persero per count-out mentre si accapigliavano fuori ring. I due poi risalirono sul ring attaccando Costello e il telecronista a bordo ring annunciò il ritorno del Dream Team.
Il Dream Team fece il suo ritorno sulle scene come tag team nell'ottobre 2009 per la Pro Wrestling Ohio. Il team lottò contro i The Clash per le cinture PWO Tag Team Championships. Il 28 agosto del 2010, Beefcake è tornato a combattere nella Dynamic Wrestling Alliance di Middletown, OH. Nel giugno 2016 Beefcake ha lottato in tre match per la Big Time Wrestling. Il 6 aprile 2019 Brutus Beefcake è stato introdotto nella WWE Hall of Fame dal suo vecchio amico Hulk Hogan.

## Personaggio

### Mosse finali
- Apocalypse (Sit Down Tree Quarter Face Lock Jawbracker) (WCW)
- Jumping Knee Attack (WWF)
- Sleeper Hold (WWF)

### Manager
- Johnny Valiant
- Miss Elizabeth
- The Booty Babe
- Jimmy Hart[9]

## Titoli e riconoscimenti
- Alabama Wrestling Federation
  - AWF Tag Team Championship (1) – con Greg Valentine
- Brew City Wrestling
  - BCW Tag Team Championship (1) – con Greg Valentine
- Championship Wrestling International
  - CWI Heavyweight Championship (1)[10]
- International Wrestling Association
  - IWA Television Championship (1)
- Legends Pro Wrestling
  - XWF/LPW Hall of Fame (2008, 2010)
- Maple State Wrestling/Slam All-Star Wrestling
  - MSW/SAW Tag Team Championship (1) – con Shane Williams[11]
- New England Wrestling Alliance
  - NEWA Heavyweight Championship (1)
- Pro Wrestling Illustrated
  - 75º tra i 500 migliori wrestler singoli secondo PWI 500 (1995)
- Southeastern Championship Wrestling
  - NWA Southeastern Tag Team Championship (3) – con Ken Lucas (2) e Robert Fuller (1)
- World Wide Wrestling Alliance
  - WWWA Heavyweight Championship (1)
- World Wrestling Federation/Entertainment
  - WWF Tag Team Championship (1) – con Greg Valentine
  - WWE Hall of Fame (classe del 2019)